# Amphisternus tuberculatus
Amphisternus tuberculatus là một loài bọ cánh cứng trong họ Endomychidae. Loài này được Germar miêu tả khoa học năm 1843.